# Histoires courtes des Aventures de Buck Danny
 (septembre 2024).
Si vous disposez d'ouvrages ou d'articles de référence ou si vous connaissez des sites web de qualité traitant du thème abordé ici, merci de compléter l'article en donnant les références utiles à sa vérifiabilité et en les liant à la section « Notes et références ».
Cette page présente les histoires courtes des Aventures de Buck Danny.

## Pilotes de tourisme
Histoire de deux pages publiée pour la première fois dans le journal Spirou no 782. Buck Danny n'apparait pas nommément. 

### Résumé
Documentaire sur les pilotes de tourisme.

### Publications
9 avril 1953.

## Duel dans le ciel
Histoire de quatre pages publiée pour la première fois dans le journal Risque-Tout no 1.

### Résumé
Lors d'une démonstration du F-84F Thunderstreak au San Bolivar, Buck se confronte au colonel Ramirez.

### Publications
24 novembre 1955.

## Mission spéciale
Histoire de quatre pages. Elle est publiée pour la première fois dans le journal Risque-Tout no 16.

### Résumé
Sur la base de Seetoya au Nevada, Buck Danny dirige un entrainement qui a pour but de simuler la protection d'un barrage alimentant une centrale nucléaire. Mais les choses se passent mal, le bombardier attaquant s'écrase sur le barrage et le détruit. Buck arrive à stopper l'inondation à coups de rockets.

### Publications
8 mars 1956.

## On a volé un prototype
Histoire de quatre pages publiée pour la première fois dans le journal Risque-Tout no 27.

### Résumé
Buck, Sonny et Tumbler participent à une démonstration d'un Convair B-36 Peacemaker doté d'un jet de chasse parasite ultra-secret. Mais les inspecteurs de Washington ont été remplacés par des bandits qui veulent s'emparer du prototype. L'équipage est largué en parachute, il ne reste que Buck aux commandes du chasseur. En menaçant de faire exploser son jet, il arrive à s'éjecter du bombardier puis à le détruire.

### Publications
24 mai 1956.

## Buck Danny vétéran de l'U.S. Air Force
Histoire d'une planche publiée pour la première fois dans le journal Spirou no 1000.
Cet épisode constitue l'une des (très courtes) aventures insérées dans un encart de l'hebdomadaire, et qui fut la toute première ébauche des "Mini-Récits" de Spirou.
L'idée des mini-récits sera reprise ultérieurement, en réduisant encore le format de parution.

### Résumé
Parodie de Buck Danny.

### Publications
28 mars 1957.

## Duck Flappy
Histoire en deux pages publiée pour la première fois dans le journal Spirou no 1159.

### Résumé
Parodie de Buck Danny. Les aventures de Duck Flappy, Tubuler et Trucson contre Madame Z.

### Publications
30 juin 1960.

## Une incroyable histoire
Histoire en deux pages publiée pour la première fois dans le journal Spirou no 1648.

### Résumé
Buck est occupé et est remplacé par Gaston Lagaffe aux commandes d'un Grumman F-11 Tiger.

### Publications
13 novembre 1969.

## C'était en 1938
Histoire de deux pages publiée pour la première fois dans le journal Spirou no 1682. Préquelle à l'album Les japs attaquent.

### Résumé
Sur le campus de l'université de Californie où étudient Buck, Tumbler et Sonny, l'USAF organise une grande réunion d'information et de propagande. Les trois étudiants détruisent l'avion de démonstration par maladresse.

### Publications
Journal Spirou du 9 juillet 1970.

## Le «13»
Récit d'aviation de Victor Hubinon sans Buck Danny publié pour la première fois dans le journal Spirou no 1709.

### Résumé
Histoire d'un pilote allemand qui n'achève pas ses victimes pendant la seconde guerre mondiale.

### Publications
14 janvier 1971

## Le Pilote solitaire
Récit d'aviation Victor Hubinon sans Buck Danny publié pour la première fois dans le journal Spirou no 1757.

### Résumé
Histoire d'un pilote canadien durant la première guerre mondiale ayant abattu 72 avions.

### Publications
16 décembre 1971

## Hodgkinson l'infirme
Récit d'aviation de Victor Hubinon sans Buck Danny publié pour la première fois dans le journal Spirou no 1761.

### Résumé
Histoire d'un pilote britannique infirme durant la seconde guerre mondiale.

### Publications
13 janvier 1972

## La saucisse salée
Récit d'aviation de Victor Hubinon sans Buck Danny publié pour la première fois dans le journal Spirou no 1762.

### Résumé
Histoire d'un pilote allemand durant la seconde guerre mondiale.

### Publications
20 janvier 1972

## Cet homme est un héros, pourquoi?
Histoire en deux pages publiée pour la première fois dans le journal Spirou no 1762.

### Résumé
Parodie de Buck Danny finissant par une mise en abyme: Buck, Sonny et Tumbler s'adressent directement à leur dessinateur.

### Publications
20 janvier 1972.

## Pilote d'espace
Histoire de cinq pages publiée pour la première fois dans le journal Spirou no 2000.
Un rappel est fait sur le mini-récit publié dans le journal Spirou no 1000.

### Résumé
Parodie de Buck Danny dans l'espace affrontant Lady X finissant par une mise en abyme: Buck, Sonny et Tumbler s'adressent directement à leur dessinateur.

### Publications
12 août 1976

## Mission impossible
Histoire de cinq pages publiée pour la première fois dans le journal Spirou no 2088 à l'occasion des 40 ans du journal.

### Résumé
Parodie de Buck Danny aidé par Lady X finissant par une mise en abyme: Buck, Sonny, Tumbler et Lady X s'adressent directement à leur dessinateur.

### Publications
20 avril 1978

## La Mascotte
Histoire de 6 pages de Francis Bergèse publiée pour la première fois dans le journal Spirou no 3000.

### Publications
11 octobre 1995